# 塞登博伊斯站
塞登博伊斯站（英語：Theydon Bois tube station）是倫敦地鐵的一個車站，位於埃塞克斯郡埃平森林區。塞登博伊斯站是中央線的車站，位於倫敦第6收費區。車站開通於1865年4月24日。

## 外部連結
- Home-Transport for London （页面存档备份，存于）